# Monoxenus declivis
Monoxenus declivis là một loài bọ cánh cứng trong họ Cerambycidae.